# Ägyptische Fußballnationalmannschaft (U-20-Männer)
Die ägyptische U-20-Fußballnationalmannschaft ist eine Auswahlmannschaft ägyptischer Fußballspieler. Sie unterliegt der Egyptian Football Association und repräsentiert sie international auf U-20-Ebene, etwa in Freundschaftsspielen gegen die Auswahlmannschaften anderer nationaler Verbände oder bei U-20-Afrikameisterschaften und U-20-Weltmeisterschaften.
Die Mannschaft wurde bislang viermal Afrikameister (1981, 1991, 2003 und 2013). Das beste Ergebnis bei einer Weltmeisterschaft erreichte sie 2001 in Argentinien, als sie im Halbfinale gegen Ghana verlor und durch einen 1:0-Sieg im Spiel um Platz drei gegen Paraguay Dritter wurde.
2009 schied sie bei der Heim-WM im Achtelfinale aus.

## Teilnahme an U-20-Fußballweltmeisterschaften
| 1977 | nicht teilgenommen |
| 1979 | nicht qualifiziert |
| 1981 | Viertelfinale      |
| 1983 | nicht qualifiziert |
| 1985 | nicht qualifiziert |
| 1987 | nicht qualifiziert |
| 1989 | nicht qualifiziert |
| 1991 | Vorrunde           |
| 1993 | nicht qualifiziert |
| 1995 | nicht qualifiziert |
| 1997 | nicht qualifiziert |
| 1999 | nicht qualifiziert |
| 2001 | 3. Platz           |
| 2003 | Achtelfinale       |
| 2005 | Vorrunde           |
| 2007 | nicht qualifiziert |
| 2009 | Achtelfinale       |
| 2011 | Achtelfinale       |
| 2013 | Vorrunde           |
| 2015 | nicht qualifiziert |
| 2017 | nicht qualifiziert |
| 2019 | nicht qualifiziert |
| 2023 | nicht qualifiziert |

## Teilnahme an U-20-Afrikameisterschaften
| 1979 | Vorrunde           |
| 1981 | Afrikameister      |
| 1983 | Viertelfinale      |
| 1985 | Achtelfinale       |
| 1987 | Viertelfinale      |
| 1989 | Viertelfinale      |
| 1991 | Afrikameister      |
| 1993 | 3. Platz           |
| 1995 | nicht teilgenommen |
| 1997 | Vorrunde           |
| 1999 | nicht teilgenommen |
| 2001 | 3. Platz           |
| 2003 | Afrikameister      |
| 2005 | 2. Platz           |
| 2007 | Vorrunde           |
| 2009 | Vorrunde           |
| 2011 | 3. Platz           |
| 2013 | Afrikameister      |
| 2015 | nicht qualifiziert |
| 2017 | Vorrunde           |
| 2019 | nicht qualifiziert |
| 2021 |                    |
| 2023 | Vorrunde           |
| 2025 | 4. Platz           |